# Amt Evinghoven
Das Amt Evinghoven, bis 1927 die Bürgermeisterei Evinghoven, war ein Amt im Kreis Grevenbroich in der Rheinprovinz und in Nordrhein-Westfalen.

## Geschichte
1816 wurde die Bürgermeisterei Evinghoven gegründet. Sie bestand aus den drei amtsangehörigen Gemeinden Hoeningen – mit den Ortschaften Hoeningen, Widdeshoven, Ramrath und Villau –, Oekoven – mit den Ortschaften Oekoven, Deelen, Ueckinghoven und Evinghoven – sowie Broich. 1927 wurde die Bürgermeisterei in Amt Evinghoven umbenannt. 1938 wurde Broich in die Gemeinde Gohr im Amt Nievenheim eingemeindet. Am 31. Dezember 1974 wurde das Amt Evinghoven aufgelöst und in die Gemeinde Rommerskirchen eingemeindet.

## Einwohner und Fläche
Am 30. Juni 1974 hatte das Amt 2.828 Einwohner auf 18,77 km² und damit eine Einwohnerdichte von 151 Einwohnern je km².

## Politik
- Amtsbürgermeister: Baum, Wilhelm (CDU)
- Stellvertreter: Müller, Christian (CDU)
- Amtsdirektor: Welter, Peter
- Allgemeiner Vertreter: Bös, Heinrich